# Kolkata Knight Riders
Pour les articles homonymes, voir KKR (homonymie).
Kolkata Knight Riders sont une équipe de franchise professionnelle cricket représentant la ville de Kolkata dans la Indian Premier League. La franchise appartient à l'acteur Bollywood Shah Rukh Khan, à l'actrice Juhi Chawla et à son épouse Jay Mehta. Leur terre natale est les Eden Gardens, Kolkata.
La franchise, qui a acquis une immense popularité en raison de son association avec des propriétaires célèbres, s'est qualifiée pour la première fois pour les séries éliminatoires de l'IPL en 2011.
Ils sont devenus champions IPL en 2012, en battant les Chennai Super Kings en finale. Ils ont répété l'exploit en 2014, en battant Kings XI Punjab. En 2024, ils ont remporté le titre pour la troisième fois en battant les Sunrisers Hyderabad. Les Knight Riders détiennent le record de la plus longue séquence de victoires consécutives d'une équipe IPL (14).

## Histoire

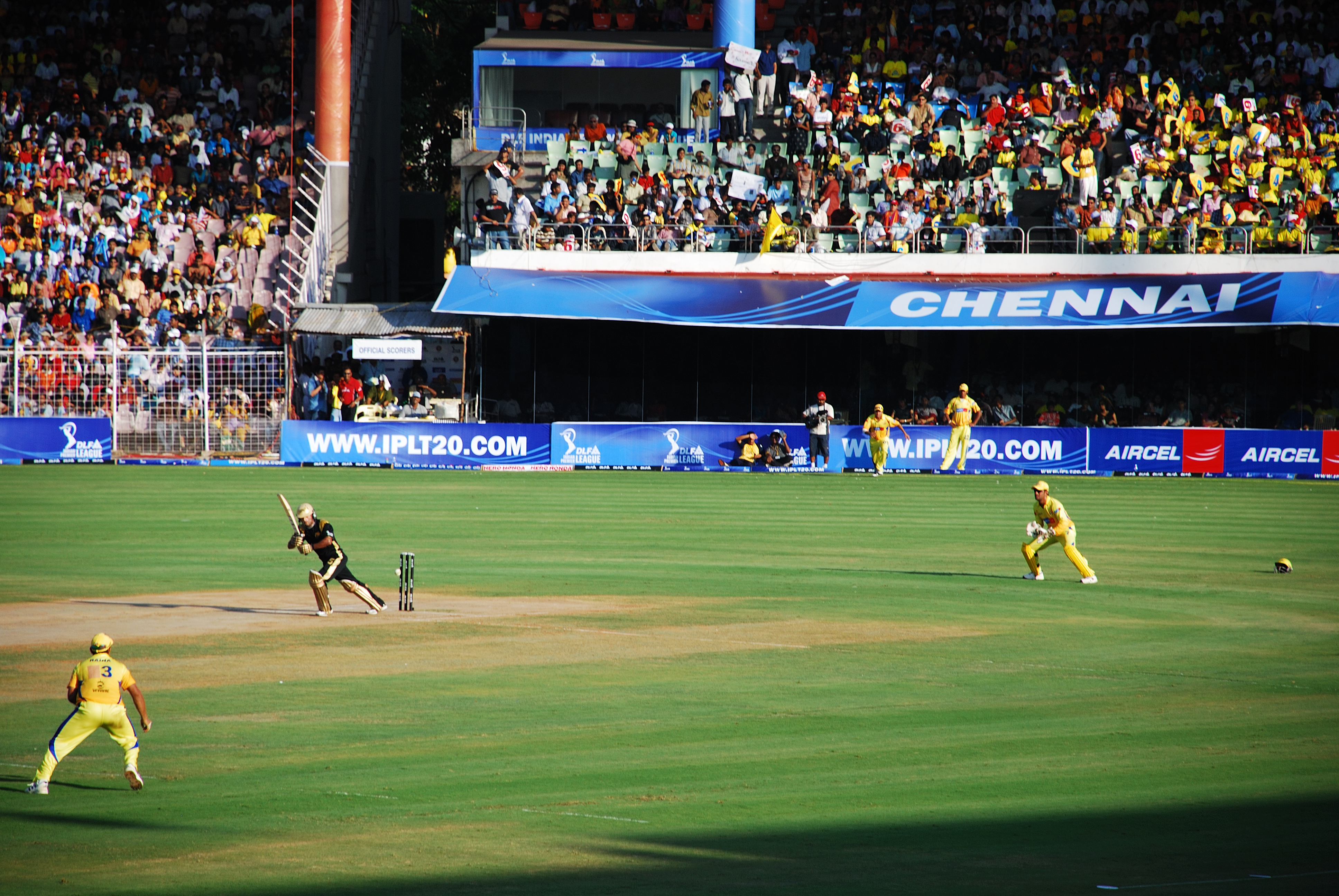
Match entre les Chennai Super Kings et les Kolkata Knight Riders, 2008.

Le Board of Control for Cricket in India (BCCI) annonce en septembre 2007 la création de l'Indian Premier League, une ligue de cricket au format Twenty20. Les propriétaires des huit franchises sont annoncés en janvier 2008. L'acteur Shahrukh Khan et l'actrice Juhi Chawla achètent celle de Calcutta pour plus de 75 millions d'US$.
Le 20 février qui suit, soixante-dix-sept internationaux ou anciens internationaux des principales nations du cricket sont « mis aux enchères » auprès des huit équipes : la franchise qui propose le salaire le plus élevé pour un joueur l'embauche, dans la limite d'un total de cinq millions d'US$ de salaire annuel pour toute l'équipe. En tant qu'« icon player », Sourav Ganguly est automatiquement affecté à la franchise de sa ville d'origine, Calcutta, et assuré de toucher un salaire 15 % plus élevé que le second salaire le plus haut de l'équipe.
Le premier match de l'histoire de l'IPL, en 2008, voit Brendon McCullum marquer 158 runs pour les KKR, un record en Twenty20. Les Knight Riders finissent à la sixième place de la ligue et ne se qualifient pas pour les demi-finales de la compétition.

## Bilan

### Bilan saison par saison dans l'IPL
| Saison | Saison régulière | Saison régulière | Saison régulière | Saison régulière | Séries éliminatoires                                           |
| Saison | G                | P                | PR               | Classement       | Séries éliminatoires                                           |
| ------ | ---------------- | ---------------- | ---------------- | ---------------- | -------------------------------------------------------------- |
| 2008   | 6                | 7                | 1                | 6es sur 8        |                                                                |
| 2009   | 3                | 10               | 1                | 8es sur 8        |                                                                |
| 2010   | 7                | 7                | 0                | 6es sur 8        |                                                                |
| 2011   | 8                | 7                | 0                | 4es sur 10       | - Défaite en « finale éliminatoire » contre les Mumbai Indians |
| 2012   | 12               | 5                | 0                | 1er sur 9        |                                                                |
| 2013   | 6                | 10               | 0                | 7es sur 9        |                                                                |
| 2014   | 11               | 4                | 1                | 1er sur 8        |                                                                |
| Totaux | 53               | 49               | 3                |                  |                                                                |

## Personnalités

### Capitaines et entraîneurs

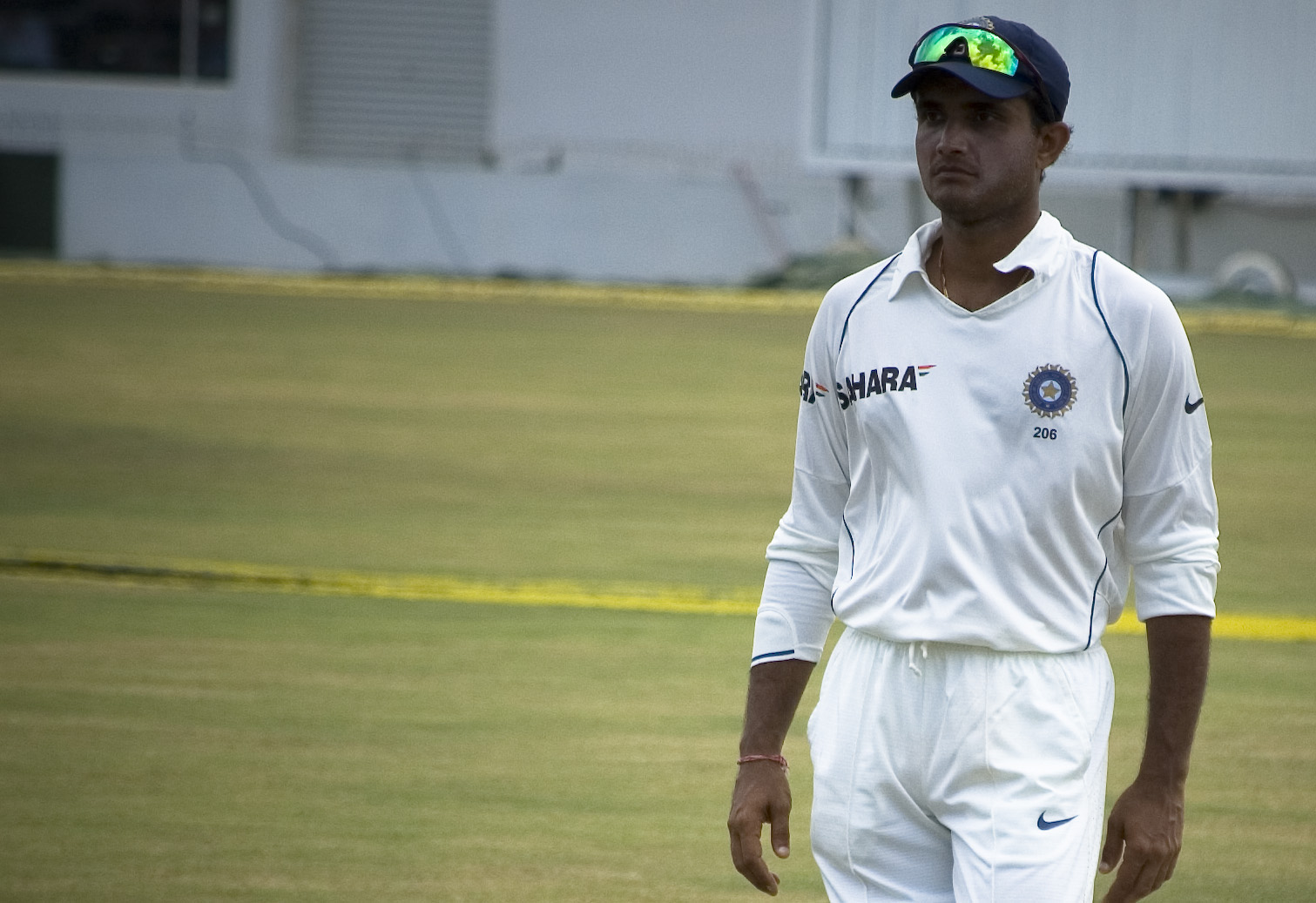
Sourav Ganguly, capitaine en 2008.

| Saisons | Capitaine(s)     | Entraîneurs    |
| ------- | ---------------- | -------------- |
| 2008    | Sourav Ganguly   | John Buchanan  |
| 2009    | Brendon McCullum | John Buchanan  |
| 2010    | Sourav Ganguly   | Dav Whatmore   |
| 2011    | Gautam Gambhir   | Dav Whatmore   |
| 2012    | Gautam Gambhir   | Trevor Bayliss |
| 2013    | Gautam Gambhir   | Trevor Bayliss |
| 2014    | Gautam Gambhir   | Trevor Bayliss |

## Galerie

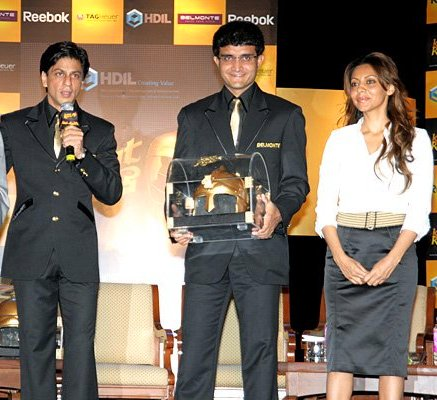
Shahrukh Khan avec Sourav Ganguly (de gauche à droite)
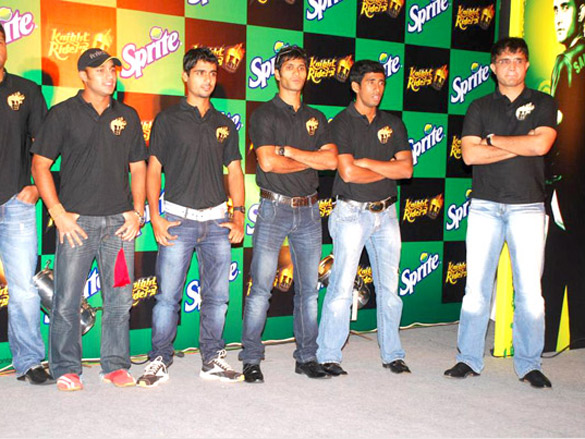
Les membres du club avec Sourav Ganguly
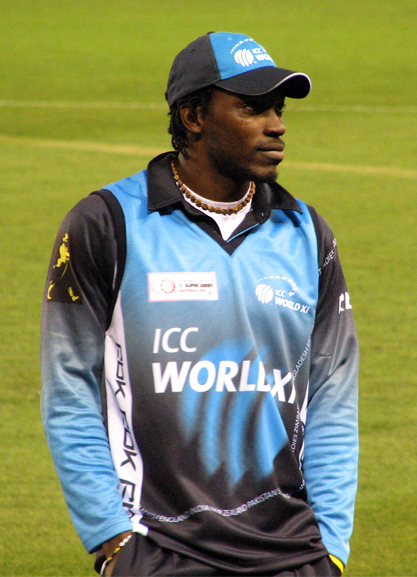
Chris Gayle